# Rio Drăganu
O Rio Drăganu é um rio da Romênia, afluente do Lung, localizado no distrito de Caraş-Severin.